# هادسن (نیوهمپشایر)
هادسن (به انگلیسی: Hudson) شهری در ایالت نیوهمپشایر کشور ایالات متحده آمریکا است که جمعیت آن در سرشماری سال ۲۰۱۰ میلادی، ۷٬۳۳۶ نفر بوده‌است.